# Station Mechelen-Kanaal
Station Mechelen-Kanaal was een spoorweghalte langs spoorlijn 25 (Brussel - Antwerpen) aan de linkeroever van het Kanaal Leuven-Dijle in de stad Mechelen
De stopplaats werd opgericht nadat de bruggen over het kanaal vernield waren door een bombardement tijdens de Tweede Wereldoorlog.
Reizigers moesten aan de stopplaats afstappen, te voet over de Colomabrug (ophaalbrug vlak bij de spoorbrug) het kanaal oversteken en dan in het station Mechelen terug de trein nemen richting Antwerpen.
De stopplaats werd gesloten nadat de brug hersteld was.
Heike ·
Hombeek ·
Mechelen ·
Mechelen-Brusselsesteenweg ·
Mechelen-Kanaal ·
Mechelen-Nekkerspoel ·
Muizen ·
Muizen Goederen
0,0: Brussel-Groendreef ·
0,0: Brussel-Noord ·
2,4: Schaarbeek ·
7,3: Buda ·
9,4: Vilvoorde ·
13,6: Eppegem ·
15,9: Weerde ·
19,5: Mechelen-Kanaal ·
20,4: Mechelen ·
22,0: Mechelen-Nekkerspoel ·
26,5: Sint-Katelijne-Waver ·
28,9: Duffel ·
33,8: Kontich-Lint ·
36,2: Hove ·
38,1: Mortsel-Oude-God ·
39,7: Mortsel-Deurnesteenweg ·
39,7: Mortsel ·
41,8: Antwerpen-Berchem ·
43,8: Antwerpen-Centraal ·
47,6: Antwerpen-Luchtbal